# Fragile Equality
Fragile Equality jest drugim albumem studyjnym brazylijskiej grupy Almah.

## Lista utworów
1. Birds of Prey
2. Beyond Tomorrow
3. Magic Flame
4. All I Am
5. You'll Understand
6. Invisible Cage
7. Fragile Equality
8. Torn
9. Shade of My Soul
10. Meaningless World

## Twórcy
- Edu Falaschi – wokal, instrumenty klawiszowe
- Marcelo Barbosa – gitara
- Paulo Schroeber – gitara
- Felipe Andreoli – bas
- Marcelo Moreira – perkusja